# Brett Cullen
Peter Brett (Brett) Cullen (Houston, 26 augustus 1956) is een Amerikaanse televisie- en filmacteur. Hij speelde in verschillende grote speelfilms. Hij had een kleine rol als politieagent Tom Eckert in de film Red Dawn.

## Levensloop
Cullens vader werkte in de olie-industrie. In 1974 behaalde hij zijn diploma aan een middelbare school in Houston. Samen met acteur Dennis Quaid studeerde hij aan de University of Houston. Ze bleven vrienden. Na zijn afstuderen in 1979 speelde hij gedurende vier jaar kleine rollen voor het Houston Shakespeare Festival. Hierna kreeg hij in de miniserie The Thorn Birds de rol Bob Cleary, hetgeen hem veel bekendheid opleverde. In Apollo 13 speelde hij de rol van CAPCOM 1.
Cullen is gehuwd met een actrice.

## Filmografie
- 1983: The Thorn Birds
- 1984: Single Bars, Single Women
- 1986: Stewardess School
- 1988: Dead Solid Perfect
- 1990: The Image
- 1991: By the Sword
- 1991: ..And Then She Was Gone
- 1991: Where Sleeping Dogs Lie
- 1992: Leaving Normal
- 1993: Mother of the Bride
- 1993: Prehysteria!
- 1994: Keys
- 1994: A Kiss Goodnight
- 1994: Wyatt Earp
- 1995: Apollo 13
- 1995: Something to Talk About
- 1997: Something Borrowed, Something Blue
- 1997: Perfect Body
- 2000: The Replacements
- 2002: Nancy Drew
- 2003: National Security
- 2004: Suburban Madness
- 2004: Pixel Perfect
- 2004: NTSB: The Crash of Flight 323
- 2006: Gridiron Gang
- 2007: The Life Before Her Eyes
- 2007: Ghost Rider
- 2008: The Burning Plain
- 2010: The Runaways
- 2011: Puncture
- 2011: Monte Carlo
- 2011: Beneath the Darkness
- 2012: The Dark Knight Rises
- 2012: Red Dawn
- 2012: The Guilt Trip
- 2013: 42
- 2015: The Last Rescue
- 2016: The Shallows
- 2019: Joker